# Venom (Universo Spider-Man de Sony)
Venom es un personaje ficticio con la voz principalmente de Tom Hardy que aparece en las películas del Universo Spider-Man de Sony (SSU), franquicia basada en el personaje de  Marvel Comics del mismo nombre. Introducido en Venom (2018), Venom se representa como un simbionte que se une al periodista de investigación humana Eddie Brock después de aterrizar en la Tierra, y el dúo se convierte posteriormente en un justiciero conocido conjuntamente por el nombre de Venom, y más tarde como el Protector Letal, enfrentándose al exlíder del equipo de Venom, Riot, y más tarde al hijo de Venom, Carnage, en combate. Son la segunda encarnación del personaje en la película, después de la interpretación de Topher Grace y Tobey Maguire de Eddie Brock / Venom y un Spider-Man envuelto en simbionte en Spider-Man 3 (2007).
Hasta 2022, el personaje ha aparecido en dos películas dentro de este universo: Venom, Venom: Let There Be Carnage (2021) y un cameo sin acreditar en la serie web Chen's Market y la película de Marvel Cinematic Universe (MCU) Spider-Man: No Way Home (ambas de 2021). Hardy volverá a interpretar su papel en Venom: El Último Baile (2024). Si bien la interpretación de Hardy del personaje en Venom tuvo una recepción crítica mixta, la química entre Eddie Brock y Venom recibió elogios.

## Historia

### Concepto y creación
La idea de darle a Spider-Man un nuevo disfraz fue concebida por Randy Schueller, un lector de Marvel Comics de Norridge, Illinois . En 1982, el editor en jefe Jim Shooter le envió una carta a Schueller, quien reconoció el interés en su idea, y a Shooter se le ocurrió la idea de un personalizado en blanco y negro. " The Alien Costume " apareció por primera vez en The Amazing Spider-Man # 252 (mayo de 1984),  antes de aparecer completamente como Venom en el número 300. 
El anfitrión posterior de Venom, Eddie Brock, fue creado para el número 300 de The Amazing Spider-Man en mayo de 1988 debido a la sensibilidad cultural de la sugerencia de David Michelinie de un villano que consiste en el simbionte alienígena injertado en el cuerpo de una mujer humana que lo obligó. concebir un personaje masculino del editor Jim Salicrup . Brock fue retrocontinuado más tarde para tener una primera aparición como mano en Web of Spider-Man # 18 (septiembre de 1986), pero oficialmente debutando en The Amazing Spider-Man # 300, por Michelinie y Todd McFarlane, junto a Venom, inicialmente. presentado como su alter ego más que como un ser vivo separado.

#### Después deSpider-Man 3
En julio de 2008, Sony Pictures estaba desarrollando activamente una película derivada basada en Venom junto con secuelas directas de Spider-Man 3 (2007),  con la esperanza de que el personaje pudiera "agregar longevidad" a la franquicia de manera similar a Wolverine en Películas de X-Men de 20th Century Fox .  Los expertos de la industria sugirieron que Topher Grace, quien interpretó a Brock en Spider-Man 3, debería regresar para el spin-off porque "el actor simpático podría ser un malhechor comprensivo", en respuesta, McFarlane sugirió que una película de Venom no podría funcionar bien con un villano. como el personaje central.  
En diciembre de 2013, Sony reveló planes para usar The Amazing Spider-Man 2 (2014) para establecer su propio universo expandido basado en las propiedades de Marvel de las que tenían los derechos cinematográficos, incluido Venom. Dado que la película tuvo un rendimiento inferior, en febrero de 2015, Sony y Marvel Studios anunciaron una asociación que vería a Marvel Studios producir la próxima película de Spider-Man para Sony e integrar al personaje en Universo cinematográfico de Marvel (UCM).  Sony todavía planeaba producir las películas derivadas por su cuenta,   pero en noviembre Sony se había centrado en su nuevo reinicio con Marvel Studios y se creía que habían sido canceladas.

### Renacimiento y casting

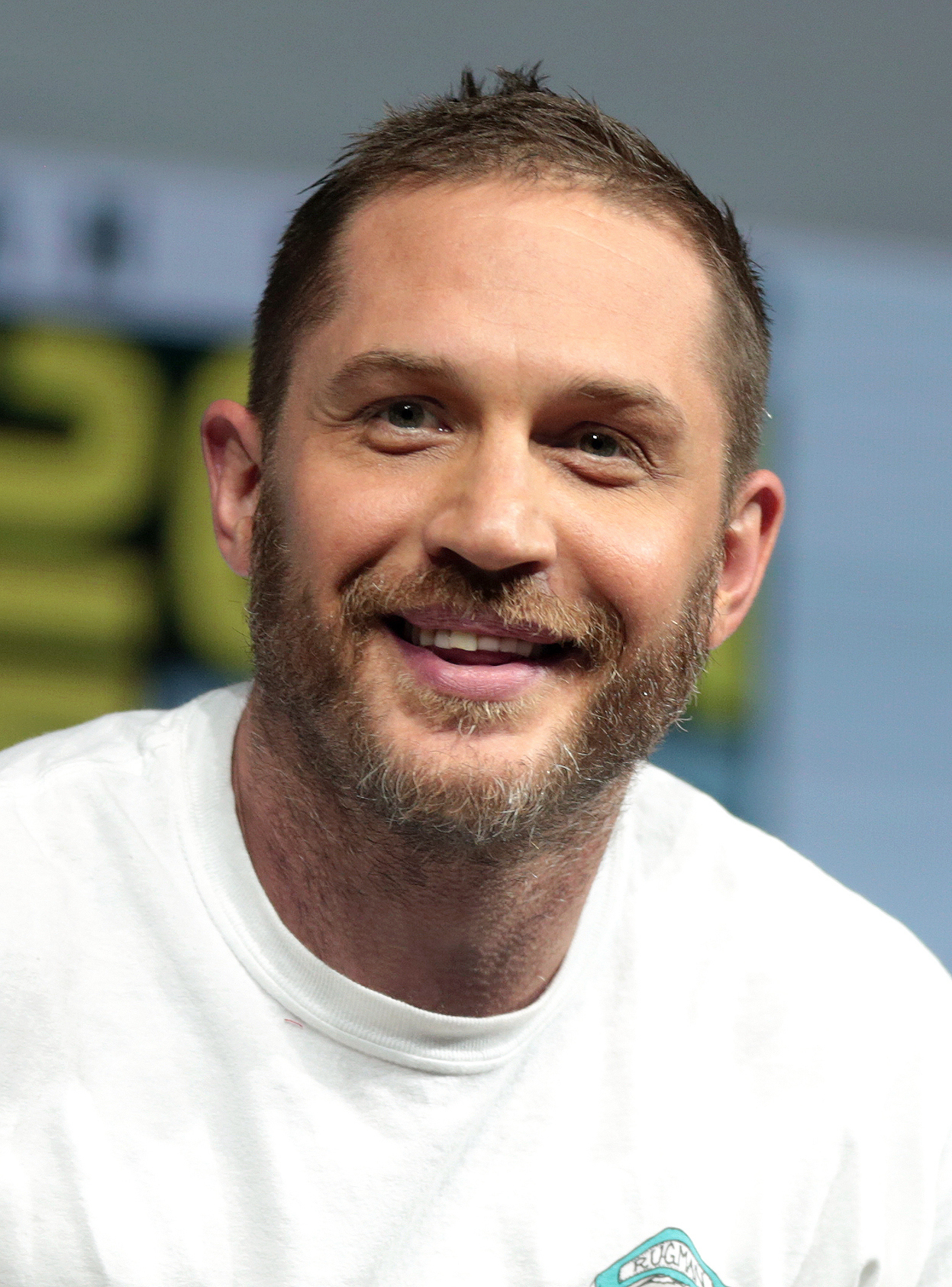
Cuando se le acercó para protagonizar la película, Tom Hardy ya estaba interesado en Venom debido al amor de su hijo por el personaje.

En marzo de 2016, Sony revivió la película Venom, siendo visualizada como una película independiente que lanza su propia franquicia, sin relación con las películas de Spider-Man de Sony y Marvel Studios.  En mayo de 2017, Sony anunció que Tom Hardy interpretaría a Venom y Eddie Brock en la película, comenzando oficialmente un nuevo universo compartido,  más tarde titulado " Universo Marvel de Sony (UMS) ".  El casting de Hardy, quien previamente había sido considerado para el papel de Sandman en Sinister Six de Drew Goddard, y cuyo hijo era un gran fan de Venom, sucedió rápidamente después de que él dejó Triple Frontier (2019) en abril y Sony vio "una oportunidad para cortejar a un talento en demanda".  
Para la primera película, Brad Venable proporcionó una voz en off adicional para el dolor y los gruñidos de Venom, y su voz se combinó con la de Hardy para algunos diálogos, como "We are Venom".  En agosto de 2018, Hardy confirmó que también había sido firmado para una tercera película después de Venom Venom: Let There Be Carnage (2021). 

## Caracterización
El director de Venom (2018), Ruben Fleischer, dijo que a diferencia de un hombre lobo o Jekyll y Hyde, la relación entre Venom y Eddie Brock es un "híbrido", con los dos personajes compartiendo un cuerpo y trabajando juntos. Hardy se sintió atraído por esta dualidad y comparó a la pareja con los personajes animados Ren y Stimpy . Hardy le dio a Eddie un "acento americano asombroso" mientras usaba una voz parecida a la de un lagarto de salón de James Brown  que luego fue "modulada para sonar más siniestra".  Hardy llamó a Eddie un antihéroe que "haría todo lo que tuviera que hacer" para lograr una meta.  El director de Venom: Let There Be Carnage , Andy Serkis, describió a la pareja en la " etapa de la pareja extraña " de su relación, con Venom atrapado en el cuerpo de Eddie y solo queriendo ser el "Protector letal" que distrae a Eddie del trabajo y rehace su vida. 

### Relación con Eddie Brock
Kate Gardner de The Mary Sue se preguntó si Venom había sido "codificado queer",  un término que se refiere a un personaje que parece queer sin que su sexualidad sea parte de la historia.  Gardner pronto notó que el arte de los fanáticos que representaba a Brock y Venom como pareja aparecía en los sitios de redes sociales, reconociendo que hubo varios momentos a lo largo de la película que implicaban tal relación, inculcando a Venom volviéndose contra su especie debido a su tiempo con Brock y decidiendo el beso francés. Brock mientras se transfiere de Weying a él.  Muchos de los fanáticos que publicaron el arte y discutieron la relación de los personajes en línea comenzaron a usar el nombre "Symbrock" para referirse a ellos.  Amanda Brennan, líder del equipo de análisis de Fandometrics de Tumblr, dijo que los fanáticos de "Symbrock" existían antes de la película debido a los cómics, pero que el aumento de popularidad se debió "sin duda" a la representación de los personajes en la película, lo que, según ella, hizo que el diálogo de Venom fuera más. "casual" en comparación con la forma en que habla en los cómics, y Brennan agregó que los diálogos como "Soy Venom y tú eres mía" fueron considerados particularmente románticos por estos fanáticos, al igual que la idea de que Venom no sea visto como un parásito sino como alguien que "eligió a Eddie Brock y tiene una conexión con Eddie Brock". 
Cuando Sony comenzó a anunciar el lanzamiento de medios de origen de la película, al presentarla como una comedia romántica centrada en relación Brock y de Venom, Charles Pulliam-Moore dijo que era el tratamiento de la película merecía, atribuyendo el cambio de estrategia del estudio a la respuesta de la audiencia a la relación. Añadió que era raro que un estudio cinematográfico "se pusiera al tanto de una campaña publicitaria regular" ajustándose a la "reacción del público a una película", creyendo que había tenido éxito.  Michael Walsh de Nerdist estuvo de acuerdo con Pulliam-Moore, describiendo el movimiento como "abrazar completamente a 'Symbrock'" y calificándolo de "brillante". Walsh dijo que aunque el anuncio era claramente una parodia, también "se siente como una representación mucho más precisa de cómo era realmente la película que lo que insinuaba el "marketing inicial", y destacó aún más la escena de los besos.

## Biografía ficticia

### Vinculación con Eddie Brock
Después de ser traídos a la Tierra en un transbordador espacial por el astronauta John Jameson como parte de una fuerza de invasión de formas de vida simbióticas liderada por Riot, Venom y su equipo son capturados por la Fundación Life, que los lleva a San Francisco para comenzar una serie de pruebas en humanos. en un intento por lograr una "simbiosis" y unirlos a los seres vivos, mientras el propio Riot está varado en Malasia. Seis meses después, Venom es liberado por un inconsciente Eddie Brock mientras intenta liberar a Maria, una conocida sin hogar de la que Venom ha estado vinculado. Al transferirse al cuerpo de Eddie, dejando a Marla muerta, Venom escapa de la instalación, mientras sus dos hermanos mueren. Cuando comienza a escuchar la voz de Venom, Eddie se acerca a su ex prometida Anne Weying y a su nuevo novio, el Dr. Dan Lewis, en busca de ayuda y Lewis descubre el simbionte al examinar a Eddie. Después de que Eddie es atacado por mercenarios de la Fundación Life para recuperar el simbionte, Venom se manifiesta alrededor de su cuerpo como una criatura monstruosa que lucha contra los atacantes y se presenta formalmente a Eddie, declarando que "Yo soy Venom y tú eres mío".
Después de explicarle sus orígenes a Eddie, Venom lo ayuda a irrumpir en su antiguo lugar de trabajo para entregar evidencia de los numerosos crímenes del CEO de Life Foundation, Carlton Drake, maravillándose del paisaje urbano de San Francisco después de escalar un rascacielos. Posteriormente, rodeados por oficiales de SWAT alertados sobre el robo, Venom y Eddie se ven obligados a luchar para escapar, atestigua Anne, que usa una máquina de resonancia magnética para separar a Eddie de Venom, Dan habiendo concluido que la presencia de Venom en el cuerpo de Eddie lo está matando: Venom posteriormente explica que necesitaría sustento de otro lugar para mantener un anfitrión, y fue la decisión de la Fundación Life de no alimentarlo lo que llevó a la muerte de sus anfitriones anteriores. Después de que Eddie es capturado por Drake, ahora unido a Riot (habiendo encontrado su camino hacia el país a través de varios anfitriones), que está en busca de Venom, Anne se une a Venom para liberar a Eddie, quien regresa al cuerpo de Eddie levantándolo y besándolo. Admitiendo que son vistos como un "perdedor" como Eddie en su planeta de origen, Venom decide abandonar su invasión y evitar que Drake y Riot usen un cohete para regresar al cometa de donde provino su especie para adquirir refuerzos, haciendo que explote. y matarlos, con Venom aparentemente sacrificándose para salvar a Eddie. Después del incidente, Eddie regresa al periodismo, todavía secretamente vinculado a Venom sin el conocimiento de Anne, y se propone proteger San Francisco matando a criminales. Enfrentar a un criminal que había estado extorsionando a la dueña de una tienda local, la Sra. Chen, el dúo se muerde la cabeza, declarando que "Somos Venom". Algún tiempo después, Eddie y Venom ayudan a la Sra. Chen a filmar anuncios de televisión para su tienda, sosteniendo su cámara de video para ella antes de que Venom exprese interés en comerse el modelo de la Sra. Chen. 

### Luchando contra Carnage
Un año después, después de que Eddie visita al asesino en serie encarcelado Cletus Kasady para entrevistarlo,Venom es capaz de averiguar dónde Kasady ha escondido los cuerpos de las víctimas, lo que da un gran impulso Eddie carrera. Después de que Kasady posteriormente invite a Eddie a asistir a su ejecución por inyección letal, Venom es provocado para atacar a Kasady a través de insultos hacia Eddie. Kasady muerde la mano de Eddie, ingiriendo sin saberlo una pequeña parte de Venom. Luego, Anne se pone en contacto con Eddie, quien le dice que ahora está comprometida con el Dr. Dan Lewis, para disgusto de Venom.
Queriendo más libertad para comerse a la gente, Venom tiene una tensa discusión con Eddie, y los dos terminan peleando hasta que el simbionte se separa de su cuerpo; van por caminos diferentes. Venom se abre paso a través de San Francisco saltando de un cuerpo a otro y asistiendo a una fiesta del orgullo, hasta que Anne los encuentra y los convence de perdonar a Eddie, antes de unirse a Venom para sacar a Eddie de una estación de policía después de que lo arresten bajo sospecha de ayudar a Kasady a escapar de la prisión, la pieza simbionte que había ingerido se transformó en "Carnage", la descendencia de Venom. Haciendo las paces, Venom y Eddie vuelven a unirse. Al llegar a una catedral donde Kasady y su amante Frances Barrison planean casarse, después de que la pareja toma como rehenes a Anne y al Oficial Mulligan, Venom se sorprende al ver a Carnage ("uno rojo") envolver a Kasady, inicialmente negándose a luchar contra Carnage hasta que Eddie promete permitirle comer "quien quiera". Venom comienza a luchar contra Carnage, pero finalmente es dominado, y este último decide matar a Weying en la cima de la Catedral. Venom logra rescatar a Weying a tiempo y provoca que Barrison use sus poderes de explosión sónica, lo que hace que ambos simbiontes se separen de sus anfitriones cuando la catedral se derrumba y una campana que cae mata a Barrison. Venom salva a Eddie uniéndose a él antes del impacto. Carnage intenta volver a vincularse con Kasady, pero Venom los devora antes de morder la cabeza de Kasady y escapar con Eddie de la policía, despidiéndose de Anne y Dan, y se toma unas vacaciones tropicales con Brock.

### Entrar en un universo diferente
Algún tiempo después, Venom y Eddie ven telenovelas locales en su cabaña de vacaciones tropicales. Mientras Venom le cuenta a Eddie sobre el conocimiento mental de los simbiontes de otros universos, una luz cegadora los transporta desde su habitación a una habitación de hotel desconocida, donde la pareja observa cómo J. Jonah Jameson discute la identidad de Spider-Man como el "asesino", Peter Parker, en televisión. Después de salir del hotel, Venom y Brock van a un bar y aprenden sobre el nuevo universo y personas como Tony Stark, Bruce Banner, Thanos y un evento importante conocido como El Blip. Cuando Brock decide ir a Nueva York y encontrar a Spider-Man, él y Venom regresan a su universo, mientras que, sin saberlo, dejan atrás una parte del simbionte Venom, que comienza a moverse lentamente.

### Escapando de ambos mundos
Después de regresar a su universo, Eddie y Venom están borrachos en un bar en México,todavía prófugos después de su reciente batalla con Carnage.El asesinato de Patrick Mulligan llega a los titulares internacionales y Eddie es nombrado el principal sospechoso, lo que lo obliga a partir hacia la ciudad de Nueva York e intentar limpiar su nombre. Sin que ninguno de los dos lo sepa, una criatura conocida como Xenophage ha comenzado a rastrear a Eddie y Venom.
Ellos se suben a un avión con destino a la ciudad de Nueva York, hasta que Eddie y Venom son atacados por el rastreador Xenophage y obligados a estrellarse en un campo desértico. Venom le explica a Eddie que los Xenophage fueron liberados al universo por Knull, el creador de los simbiontes, para recuperar un "Códice" forjado cuando un simbionte resucita a su anfitrión. Esto puede liberar a Knull de la prisión en la que los simbiontes lo atraparon hace mucho tiempo. Debido a que Venom revivió a Eddie una vez antes,ahora lleva un Códice que el Xenophage rastreó hasta la Tierra. Después de ser emboscado por Strickland y su equipo mientras apenas escapaba de ellos y del Xenophage, Eddie conoce a Martin Moon y su familia de entusiastas hippies y extraterrestres viajeros que le ofrecen llevarlo a Las Vegas en su camino al Área 51. Eddie y Venom se encuentran con la Sra. Chen en un casino y Venom comparte un baile con ella antes de ser emboscado por el Xenophage nuevamente. El equipo de Strickland llega, separa a Venom de Eddie y los lleva al Área 51, donde Eddie se reúne con Mulligan. Sadie Christmas libera a Venom, quien se vuelve a unir con Eddie después de que Strickland le dispara. Tras el ataque de Xenophage, Mulligan protege a Venom para que pueda escapar antes de sacrificarse. Venom libera a los otros simbiontes confinados, que se unen a Sadie y otros anfitriones para luchar contra Xenophage, quien le ha indicado a Knull que se ha encontrado el Códice. Knull envía más Xenophages a través de portales a la Tierra, abrumando a los simbiontes. Al escapar de la base, Eddie, Venom y los simbiontes se unen para salvar a Moon y su familia del ataque. Al darse cuenta de que debe sacrificarse para destruir el Códice y salvar el universo, Venom se fusiona con los Xenófagos, los conduce a tanques de ácido y se despide de Eddie antes de expulsarlo mientras Strickland, mortalmente herido, activa sus granadas para destruirlos, incluido él mismo. Después de la muerte de Venom durante la explosión, Eddie cae inconsciente mientras la base arde.
Más tarde, Eddie se despierta en un hospital, donde un oficial militar le informa que sus acciones con Venom en el Área 51 le han valido un indulto, con la condición de mantener en secreto los hechos que ocurrieron. Al llegar a la ciudad de Nueva York, Eddie contempla la Estatua de la Libertad mientras recuerda a Venom.
Después de que un camarero en pánico escapa de los restos quemados del Área 51, una cucaracha negra sale de los escombros, junto a un frasco roto que anteriormente contenía una muestra del simbionte Venom.

## Diferencias con los cómics
Venom se basa principalmente en la miniserie de 1993, Venom: Lethal Protector y el arco de la historia de 1995 "El planeta de los simbiontes  tomando prestado el escenario de San Francisco del primero. Debido al acuerdo de 2015 de Sony y Marvel Studios para que Spider-Man ingresara al MCU, el personaje no pudo aparecer en la película en sí, desafiando a los escritores a hacer una historia del origen de Venom sin Spider-Man. Los escritores y artistas conceptuales buscaron la versión Ultimate Marvel de Venom (creada por Brian Michael Bendis y Mark Bagley), cuyo origen no estaba relacionado con Spider-Man y de manera similar no tiene un logo de araña grabado en su pecho. A Jeff Pinkner y Scott Rosenberg se les dijo que Spider-Man no podía estar en la película antes del lanzamiento inicial, y tomaron el enfoque para tratar de mantenerse fieles al espíritu de los cómics incluso si se tenían que cambiar ciertos elementos.  Fleischer señaló que Lethal Protector les dio a los escritores una "base sólida" para explorar el lado más heroico de Venom, en lugar de su lado villano más tradicional de los cómics de Spider-Man.
En Let There Be Carnage, la caracterización de Venom se inspira en el arco de la historia de 1993 "Maximum Carnage " y el arco de la historia de 1996 The Venom Saga de la serie animada Spider-Man de 1994. El acceso de Venom a una mente de colmena de simbiontes que permite compartir el conocimiento a través del multiverso del UCM, introducido en la escena de los créditos intermedios de la película como una habilidad común a todos los simbiontes, se originó en Edge of Venomverse # 2 (julio de 2017 ) como una habilidad única de la Gwen Poole venenosa.

## Recepción
El rendimiento de Hardy fue elogiado como "diversión malvada" y "divertido de ver" por Matthew Rozsa en el salón y el Tiempo Stephanie Zacharek ' respectivamente.   Al escribir para Variety, Owen Gleiberman criticó la actuación de Hardy por actuar como una "tontería del método del álbum",  mientras que Soren Anderson de The Seattle Times dijo que Hardy era "generalmente excelente".  Jake Coyle de Associated Press no estaba seguro de si la actuación de Hardy "se suma a algo" en Venom . 

### Reconocimientos
| Año  | Película | Premios                                                            | Categoría                                    | Destinatario (s)                                                          | Resultado | Ref(s) |
| ---- | -------- | ------------------------------------------------------------------ | -------------------------------------------- | ------------------------------------------------------------------------- | --------- | ------ |
| 2019 | Venom    | Premios de la Sociedad de Críticos de Cine en Línea de Los Ángeles | Mejores efectos visuales o actuación animada | Tom Hardy                                                                 | Nominado  | [ 6 ]  |
| 2019 | Venom    | Premios MTV Movie & TV                                             | Mejor beso                                   | Tom Hardy y Michelle Williams (Eddie Brock / Venom y Anne Weying / Venom) | Nominado  | [ 7 ]  |